# Voleibol de praia nos Jogos da Lusofonia de 2006
O torneio de voleibol de praia nos Jogos da Lusofonia de 2006 ocorreu na Academia de Tênis de Macau entre 13 e 15 de outubro.

## Eventos
- Masculino
- Feminino

## Medalhistas
| Ordem | País     | Medalha de ouro | Medalha de prata | Medalha de bronze | Total |
| ----- | -------- | --------------- | ---------------- | ----------------- | ----- |
| 1     | Brasil   | 2               | 1                | 0                 | 3     |
| 2     | Portugal | 0               | 1                | 2                 | 3     |

| Evento    | Ouro                                       | Prata                              | Bronze                              |
| --------- | ------------------------------------------ | ---------------------------------- | ----------------------------------- |
| Masculino | BrasilBilly Maciel · Giuliano Costa        | PortugalPedro Rosas · José Pedrosa | PortugalMiguel Maia · Rogério Lopes |
| Feminino  | BrasilCamilla Saldanha · Liliane Maestrini | BrasilAna Richa · Elize Maia       | PortugalSandra · Juliana            |